# Agricultura na Iugoslávia

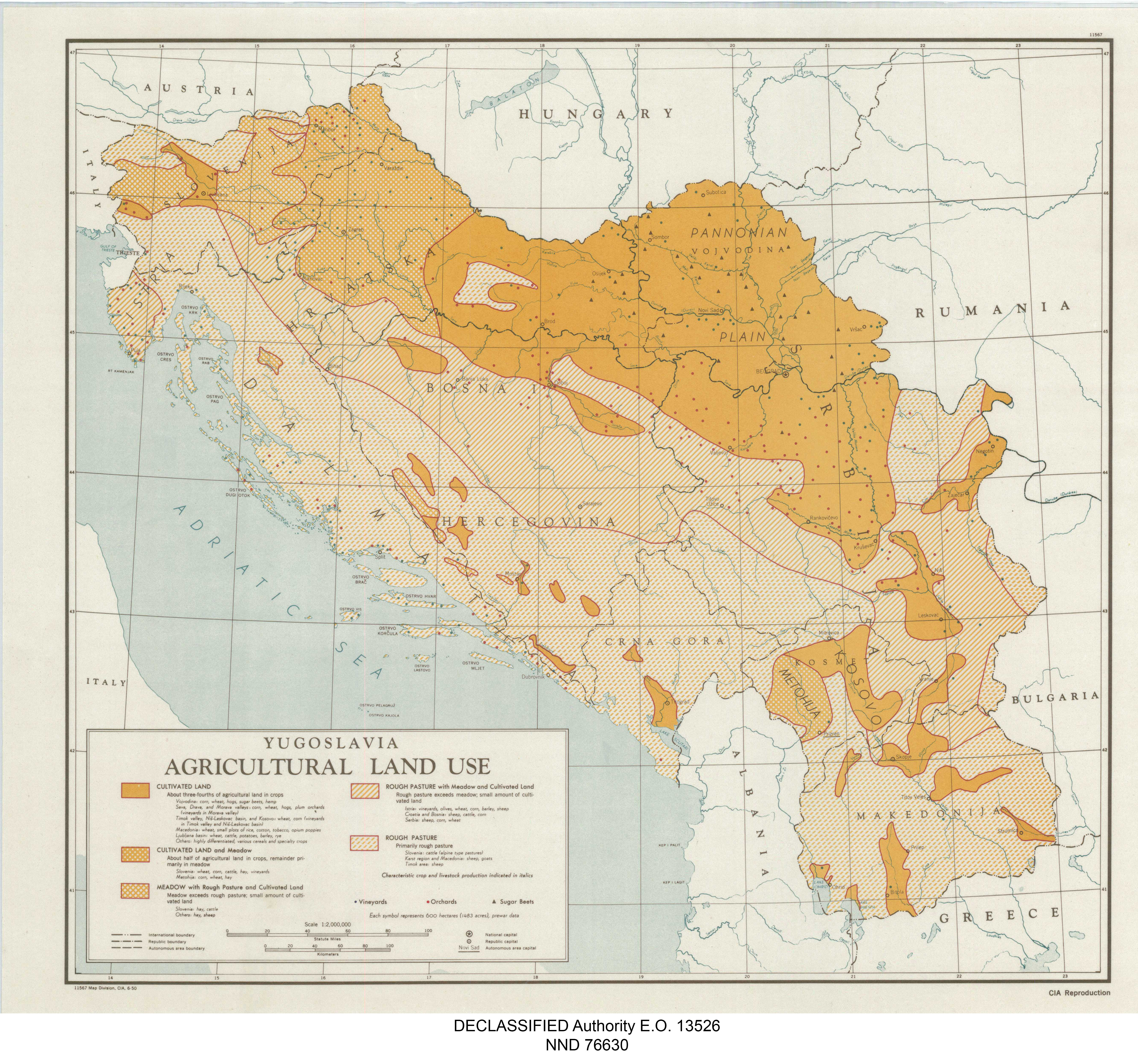
Uso de terras agrícolas na Iugoslávia

A Agricultura desempenhou um papel central na economia e na sociedade da Iugoslávia ao longo do século XX, passando por profundas transformações políticas, sociais e econômicas. Este artigo aborda a evolução da agricultura iugoslava desde o período entreguerras até o fim do regime socialista, destacando reformas agrárias, políticas de coletivização, desafios econômicos e impactos sociais.

## História

### Reforma Agrária no Período entreguerras (1919–1941)

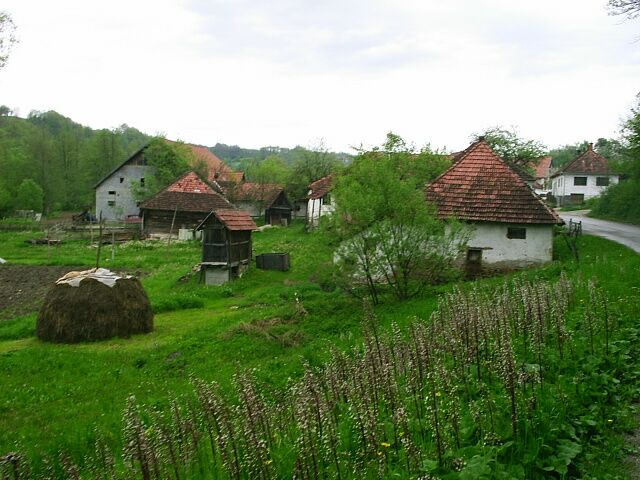
As aldeias da região de Šumadija foram apresentadas como um modelo idílico para toda a zona rural da Iugoslávia.

Após a Primeira Guerra Mundial, o Reino dos Sérvios, Croatas e Eslovenos (futuramente Reino da Iugoslávia) implementou uma ampla reforma agrária com o objetivo de redistribuir terras de grandes proprietários para camponeses. Entre 1919 e 1941, aproximadamente 1.924.307 hectares foram expropriados e distribuídos a mais de 600.000 famílias. Essa política visava desmantelar remanescentes do sistema feudal e promover a propriedade camponesa, especialmente em regiões como a Bósnia e Herzegovina, onde a maioria das terras redistribuídas estava localizada. 
A reforma também teve um componente de colonização interna, com terras sendo concedidas a voluntários do Exército Real Sérvio e camponeses sem terra, visando consolidar a presença de povos eslavos do sul em regiões fronteiriças. No entanto, a implementação foi marcada por conflitos étnicos, especialmente contra a população muçulmana, e por desafios na capacitação dos novos proprietários para a produção agrícola eficiente.

### Coletivização, abandono da coletivização e período socialista (1946–1990)

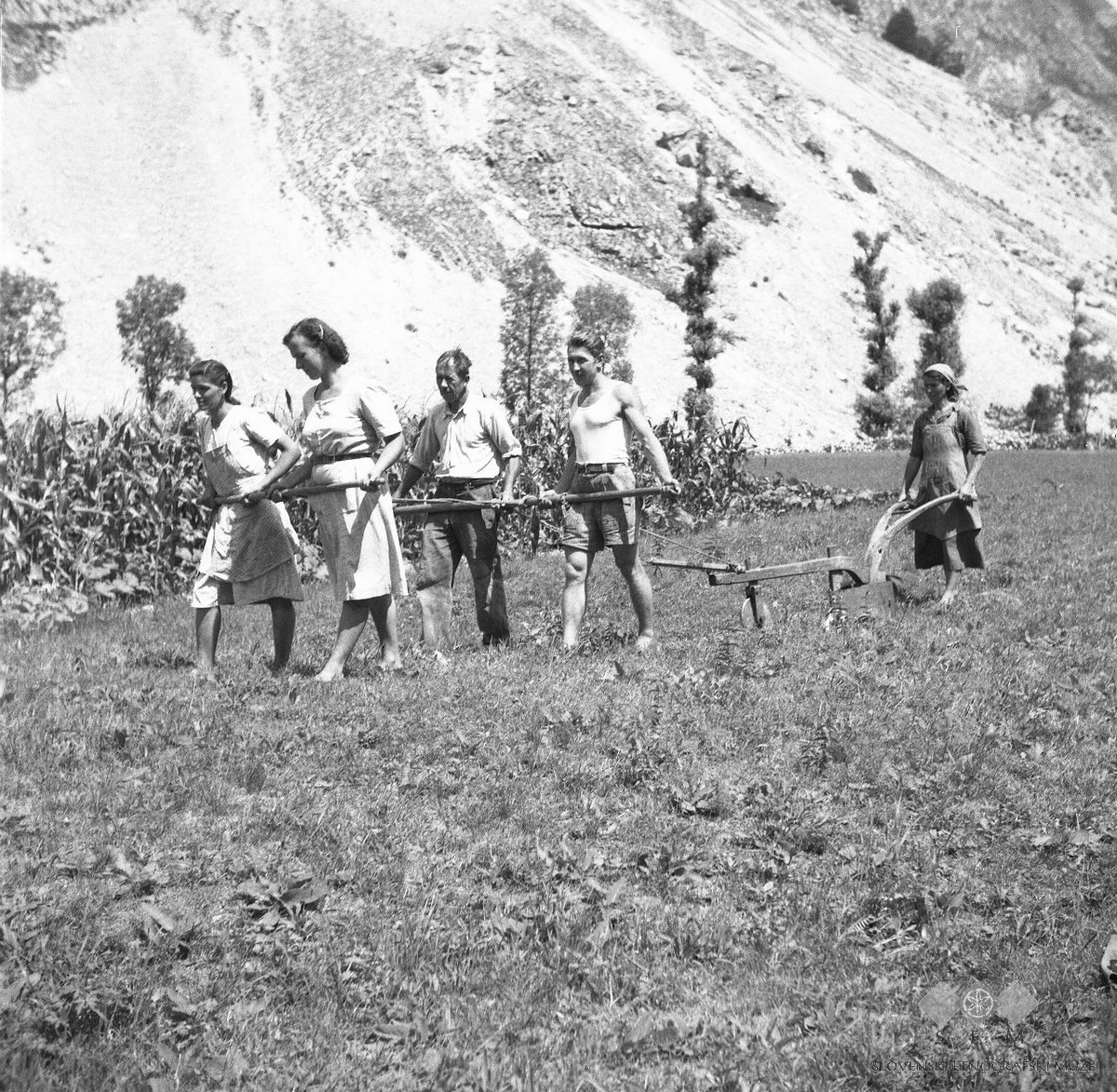
Agricultores na Eslovênia, 1952

No período pós-Segunda Guerra Mundial, o governo socialista da República Popular Federal da Iugoslávia iniciou um processo de coletivização da agricultura, inspirado no modelo soviético. Entre 1946 e 1952, foram estabelecidas fazendas coletivas e estatais, com o objetivo de consolidar propriedades individuais em cooperativas agrícolas. Em 1950, cerca de 21,9% das terras aráveis e 18,1% das famílias camponesas estavam sob esse sistema. 
A coletivização enfrentou resistência significativa dos camponeses, culminando na Rebelião de Cazin em maio de 1950, um levante armado contra a coletivização forçada e as penalidades impostas após uma seca severa em 1949. O levante foi reprimido, resultando entre 29–32 mortes e 714 prisões.  Esse evento contribuiu para o abandono gradual da coletivização ao longo da década de 1950. 
Após o recuo da coletivização, a Iugoslávia adotou um modelo agrícola misto, combinando propriedades estatais, cooperativas e pequenas propriedades privadas. A região da Voivodina, no norte da Sérvia, destacou-se por suas terras férteis e produção de grãos, como milho e trigo. 

### Pós-socialismo (1992–2003)
Durante o regime de Slobodan Milošević (1997–2000), a produção agrícola foi fortemente direcionada para exportações, com grãos sendo trocados por petróleo e gás com países como Iraque, Líbia e Ucrânia. No entanto, os agricultores enfrentavam preços abaixo do mercado e restrições ao comércio livre, sendo obrigados a vender para moinhos estatais sob penalidades severas em caso de descumprimento. 
O maior impacto na economia da República Federal da Iugoslávia foi causado pelas sanções e pelo embargo introduzidos pela Resolução 757 do Conselho de Segurança das Nações Unidas em 30 de maio de 1992. Registou-se na RFI uma diminuição do rendimento nacional, ou do valor recentemente criado. Ao mesmo tempo, o peso da indústria, construção, transportes e ligações no rendimento nacional total diminuiu, enquanto o crescimento foi registado na agricultura, que representou cerca de 23,2% do rendimento nacional em 1994.
No ano 2000, uma das piores secas em sete décadas reduziu drasticamente a produção agrícola, com a colheita de milho caindo 50% em relação a 1999. Outras culturas, como girassol e soja, também sofreram perdas significativas, agravando a insegurança alimentar e aumentando a dependência de ajuda humanitária internacional. 

## Estrutura e produção
A agricultura representava aproximadamente 19% do Produto Nacional Bruto da Iugoslávia. A maioria das terras agrícolas (74,3%) pertencia a pequenos proprietários privados, enquanto 17% eram de fazendas estatais e 2,7% de cooperativas. As propriedades privadas eram predominantemente pequenas, com 40% tendo menos de 2 hectares e apenas 20% com mais de 5 hectares. 
A Iugoslávia produzia uma variedade de culturas e criava diversos tipos de gado. Os principais produtos incluíam milho, beterraba sacarina, trigo, batata, uvas, ameixas, além da criação de gado bovino, suínos e ovinos. A diversidade climática e geográfica do país permitia uma ampla gama de atividades agrícolas. 

## Pesquisa e desenvolvimento
A Iugoslávia investiu significativamente em pesquisa agrícola, com 13 instituições públicas dedicadas ao melhoramento genético e produção de sementes. Entre 1990 e 1995, mais de 400 variedades melhoradas foram lançadas, incluindo trigo, milho híbrido, cevada, girassol, beterraba sacarina, soja e diversas hortaliças. A produção de sementes tornou-se uma importante fonte de divisas para o país. 

## Impactos econômicos e sociais
A agricultura foi fundamental para a economia iugoslava, empregando uma parcela significativa da população e contribuindo para as exportações. No entanto, políticas como a coletivização e o controle estatal sobre a produção e comercialização agrícola geraram tensões sociais, resistência camponesa e, em alguns casos, revoltas armadas. A dependência de exportações agrícolas para obtenção de divisas também expôs o setor a vulnerabilidades externas, especialmente em períodos de crise climática ou política. 